# Edward Snowden
Edward Joseph Snowden (Elizabeth City, 21 de junho de 1983) é um analista de sistemas, ex-administrador de sistemas da CIA e ex-contratado da NSA que tornou públicos detalhes de vários programas que constituem o sistema de vigilância global da NSA americana. A revelação deu-se através dos jornais The Guardian e The Washington Post, fornecendo detalhes da Vigilância Global de comunicações e tráfego de informações executada através de vários programas, entre eles o programa de vigilância PRISM dos Estados Unidos. Em reação às revelações, o Governo dos Estados Unidos acusou-o de roubo de propriedade do governo, comunicação não autorizada de informações de defesa nacional e comunicação intencional de informações classificadas como de inteligência para pessoa não autorizada.
Em 2015, o filme Citizenfour foi o ganhador do Óscar na categoria de melhor documentário. O documentário dirigido por Laura Poitras aborda a extensão da vigilância global e espionagem pelos Estados Unidos, feitas através da NSA bem como, em filmagem feita durante o desenrolar dos eventos, documenta como se deram os encontros com Edward Snowden antes e depois da sua identidade ter sido revelada ao público.
Em 2015, Oliver Stone iniciou a produção da cinebiografia de Edward Snowden. O ator Joseph Gordon-Levitt foi o escolhido para interpretar Edward no filme Snowden.

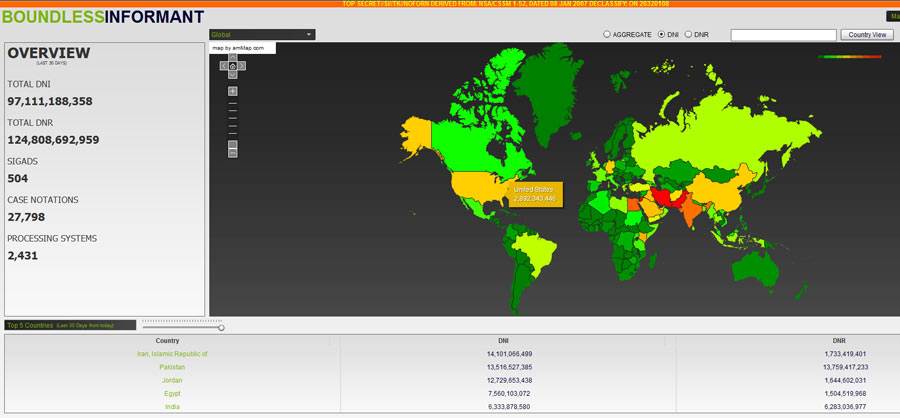
Vigilância Global mapa da coleta de dados. O esquema de cores varia de verde (menos sujeito a vigilância) através de amarelo e laranja para vermelho (o mais vigilância)- Boundless - Imagens expostas entre os documentos revelados por Edward Snowden

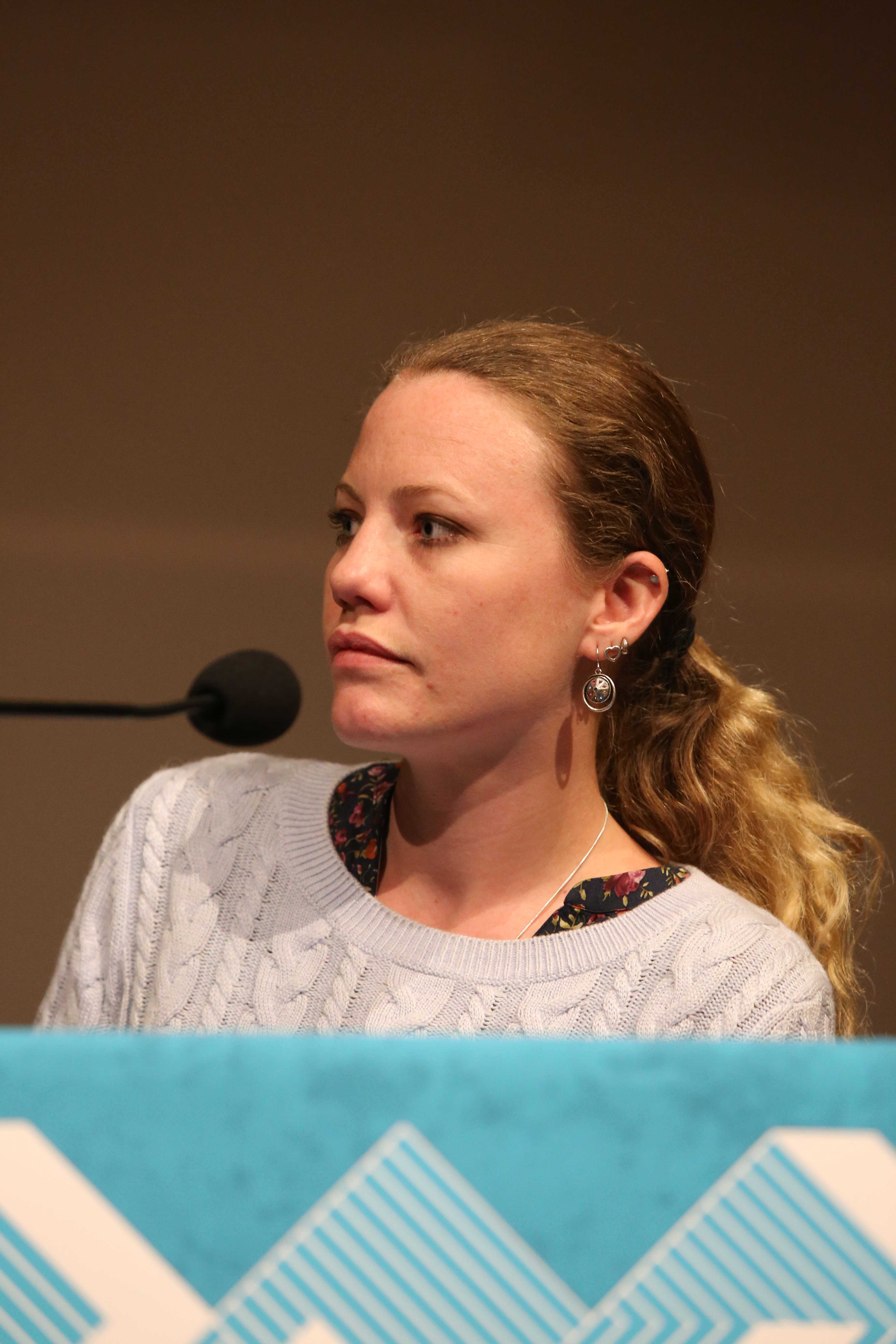
Harrison, da equipe de Wikileaks, no Congresso de Comunicação Chaos, Hamburg, dezembro 2013

## Biografia

### Infância, família e educação
Edward Joseph Snowden nasceu em Elizabeth City, Carolina do Norte, e cresceu em Wilmington, Carolina do Norte. Seu pai, Lonnie Snowden, residente da Pensilvânia, era um oficial da Guarda Costeira dos Estados Unidos, e sua mãe Elizabeth, conhecida como Wendy, residente de Baltimore, Maryland, é uma funcionária de um tribunal federal de Maryland.
Em 1999, Snowden mudou-se com a família para Ellicott City, Maryland. Estudou computação na Anne Arundel Community College para obter  os créditos necessários para obter um diploma de ensino médio, mas não concluiu o curso. O pai de Snowden explicou que seu filho perdeu vários meses de escola devido a doenças e, ao invés de voltar, se propôs a fazer os exames e passou um General Educational Development em uma faculdade comunitária local. Snowden obteve mestrado on-line da Universidade de Liverpool em 2011. Tendo trabalhado em uma base militar dos EUA no Japão, Snowden criou um profundo interesse na cultura japonesa chegando a estudar o idioma japonês e mais tarde trabalhar em uma empresa de anime. Ele também disse ter um conhecimento básico de mandarim e estar profundamente interessado em artes marciais, listando também o Budismo como a sua religião.

### Carreira
No dia 7 de maio de 2004, Snowden alistou-se no Exército dos Estados Unidos, como um soldado das Forças Especiais, mas não completou o treino por ter quebrado as duas pernas  num acidente de treino. Ele disse que queria lutar na Guerra do Iraque porque "sentiu que tinha a obrigação como  ser humano de ajudar a libertar as pessoas da opressão". O  seu emprego seguinte foi como guarda de segurança no Centro de Estudos Avançados de Língua na Universidade de Maryland, antes, ele disse ter-se reunido à Agência Central de Inteligência (CIA) para trabalhar em segurança de TI. Em maio de 2006, Snowden escreveu na Ars Technica, um site de notícias de tecnologia e informação, que não tinha problemas para conseguir trabalho, porque ele era um "gênio da computação". Em Agosto, ele escreveu sobre seu possível encaminhamento para um serviço no governo, talvez envolvendo China, que "simplesmente não parece ser tão "divertido" como "alguns dos  outros lugares."

## Saída dos Estados Unidos
Do Hawaí, onde trabalhou na Booz Allen Hamilton e antes de revelar documentos secretos aos jornalistas, Snowden viajou para Hong Kong em 20 de maio de 2013. As autoridades norte-americanas ao tomarem conhecimento de sua presença em Hong Kong, solicitaram sem sucesso sua extradição.
Em Hong Kong, ele então se reuniu com o jornalista Glenn Greenwald e a cineasta e jornalista Laura Poitras e lhes entregou os documentos que comprovavam as suas afirmações da existência dos programas de Vigilância em massa.
Em 22 de junho de 2013, as autoridades federais dos Estados Unidos apresentaram acusações formais contra o ex-agente da CIA pelo vazamento de dados secretos do governo que revelaram detalhes do projeto de monitoramento global, denominado PRISM, que monitorou as conversas telefônicas e transmissões na internet de cidadãos dos EUA e de outros países. De acordo com a declaração de funcionários americanos à imprensa local, Snowden também foi acusado de espionagem, roubo e transferência de propriedade do governo em um documento confidencial, apresentado em um tribunal federal da Virgínia.
No dia 31 de outubro, o secretário de Estado dos Estados Unidos, John Kerry, admitiu que o país "foi longe demais" em alguns casos de espionagem, mas justificou as práticas de Inteligência e coleta de informações como parte da luta contra o terrorismo e a prevenção de atentados. Robert James Woolsey Jr., diretor da CIA em 1995, declarou: "Eu acho que dar-lhe anistia é ser idiota. ... Ele deve ser processado por traição. Se condenado por um júri ..., ele deve ser enforcado pelo pescoço até que ele esteja morto". Em uma entrevista à CNN, Woolsey disse que "o sangue de muitos desses jovens franceses está nas mãos dele."

## Sarah Harrison e a saída de Hong Kong
Em 23 de junho de 2013, Snowden embarcou em um avião comercial da Aeroflot, de Hong Kong com destino a Moscou, sob os cuidados de Sarah Harrison, jornalista britânica, pesquisadora legal e editora de WikiLeaks. Sarah trabalha com a equipe de defesa legal de Julian Assange e da WikiLeaks.
Na manhã de 24 de junho de 2013, ficou detido na área de trânsito do Aeroporto Internacional Sheremetyevo enquanto Harrison trabalhava para obter asilo para Snowden juntamente com advogados russos. Em 1 de agosto de 2013, Snowden saiu do aeroporto Sheremetyevo após passar mais de um mês na zona de trânsito local.
Em 29 de Dezembro de 2013, no 30° Congresso de Comunicação Chaos, Sarah Harrison foi aplaudida por longo tempo por ser considerada como tendo salvo a vida de Snowden, bem como por sua participação ativa em tentar proteger os direitos de Chelsea E. Manning.

## Asilo político
Em 23 de junho de 2013, o Ministro dos Negócios Estrangeiros equatoriano, Ricardo Patiño, informou pelo Twitter que Edward Snowden pediu asilo político ao Equador, que posteriormente não foi processado por dúvidas e complexidade.
O presidente da Rússia, Vladimir Putin, ofereceu asilo em seu país em 1 de julho de 2013, mas, para isso, exigiu que Edward Snowden parasse de divulgar segredos norte-americanos. Entre tempo enviou pedidos de asilo a 21 países, entre eles: Alemanha, Áustria, Bolívia, Brasil, China, Cuba, Finlândia, França, Índia, Itália, Irlanda, Países Baixos, Nicarágua, Noruega, Polônia, Espanha, Suíça e Venezuela.
No dia 5 de julho, Nicolás Maduro, presidente da Venezuela, anunciou a aceitação do pedido de asilo político de Snowden.
Em 2 de julho, o avião em que viajava o presidente da Bolívia, Evo Morales, proveniente de Moscou, foi forçado a fazer um pouso de emergência, por falta de combustível, em Viena e a lá permanecer por 14 horas, depois de Portugal, França, Espanha  e Itália revogarem as permissões de aterragem e sobrevoo dos seus espaços aéreos, sob pressão dos Estados Unidos, que suspeitavam que Snowden estivesse a bordo. Em  6 de julho, Evo Morales ofereceu asilo humanitário a Snowden.
Com a descoberta de que o Brasil é alvo de espionagem por parte dos órgãos de inteligência dos Estados Unidos, vários senadores defenderam que o Brasil concedesse asilo a Edward Snowden.

### Asilo político na Rússia
Em 1 de agosto de 2013, às 15h30, hora local, Edward Snowden entrou em território russo, depois de ter recebido documentação do Serviço de Migração russo que lhe concedeu asilo por um ano na Rússia.
No dia 18 de janeiro de 2017, a Rússia estendeu o asilo político à Snowden por mais dois anos. Sua autorização para residência permanente em território russo ocorreu três anos depois, no dia 22 de outubro de 2020.

## Premiações e homenagens

### Indicado para o Prêmio Nobel da Paz (2013 e 2015)
O professor de sociologia da Suécia, Stefan Svallfors, indicou Snowden ao Prêmio Nobel da Paz. Em carta endereçada ao Comitê Nobel norueguês, Svallfors afirmou que os feitos de Snowden são "heroicos e significaram grandes sacrifícios pessoais". No mesmo documento, afirmou ainda que a atitude do ex-analista da Agência de Segurança Nacional estimula que pessoas envolvidas em atos contrários aos direitos humanos possam denunciá-los. Ele foi indicado para o Nobel da Paz em 2015 também.

### Prêmio Sam Adams (2013)
Em 2013, Snowden recebeu o Prêmio Sam Adams. O prêmio é concedido anualmente a um profissional de inteligência que seja reconhecido por haver assumido uma posição de integridade e ética.

### Eleito Reitor da Universidade de Glasgow (2014)
Em 18 de Fevereiro de 2014, vencendo três concorrentes e recebendo mais da metade dos 6.560 votos, Snowden foi eleito para servir como Reitor da Universidade de Glasgow.
Posterior a eleição, Snowden emitiu um comunicado dizendo que estava "honrado e grato pela declaração histórica em defesa dos nossos valores compartilhados". Ele continuou: "Somos lembrados por esta decisão ousada que a base de todo aprendizado é ousada. A coragem de investigar, experimentar, perguntar. Se não contestar a violação do direito fundamental de pessoas livres de não serem molestados em seus pensamentos, associações e comunicações — de serem livres de suspeita, sem causa — teremos perdido a base da nossa sociedade pensante. A defesa dessa liberdade fundamental é o desafio de nossa geração, um trabalho que exige a criação de novos controles e proteções para limitar os poderes extraordinários de Estados sobre o domínio da comunicação humana". Snowden sucederá o ex-líder do Partido Liberal Democrata britânico Charles Kennedy. O cargo é simbólico mas a escolha é feita por eleição.

### Prêmio Ridenhour Verdade (2014)
Em abril de 2014, juntamente com Laura Poitras, Snowden recebeu o Prêmio Ridenhour por expôr a verdade.

## Encontro virtual com Tim Berners-Lee

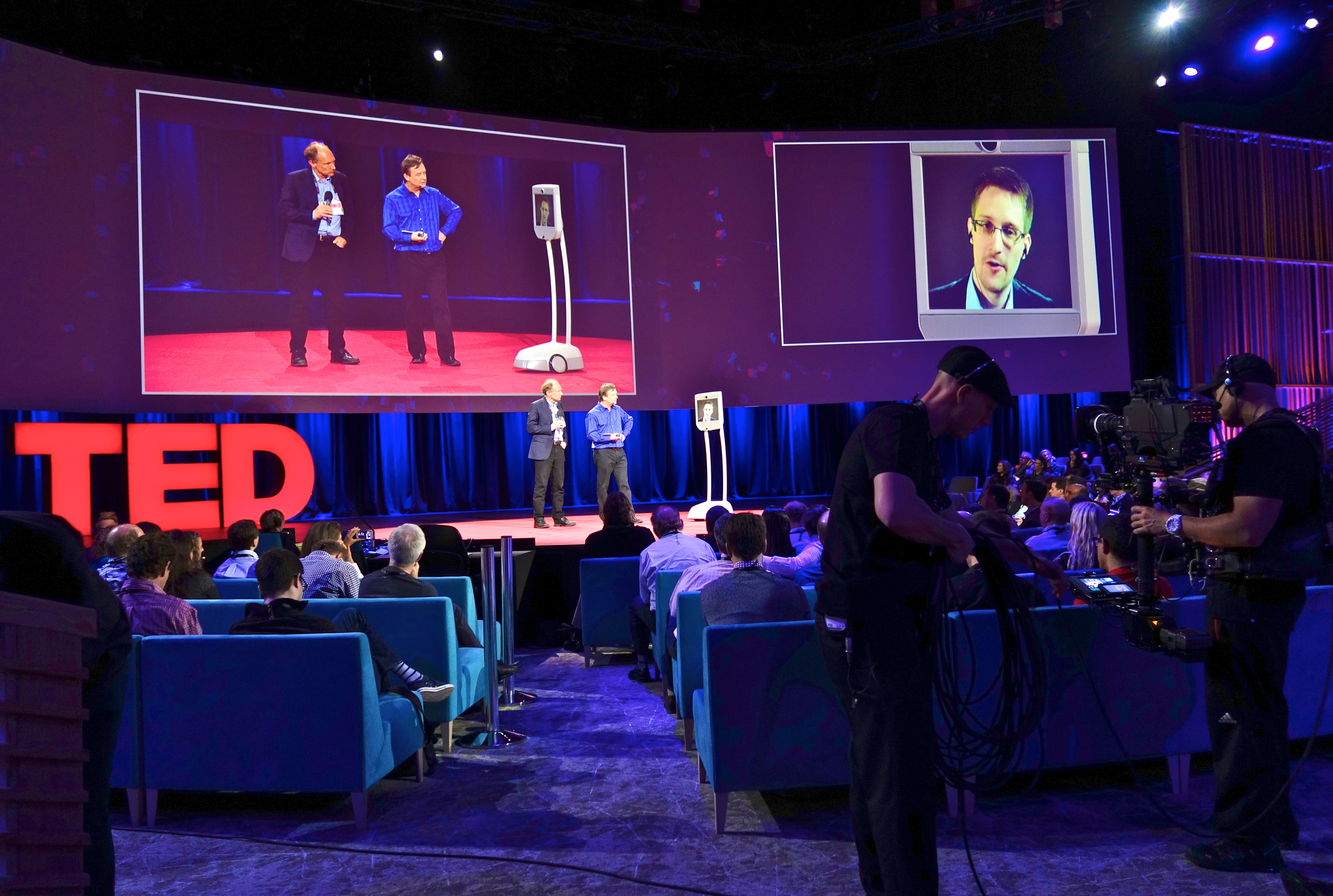
Em 18 de março de 2014, falando da Rússia através de um robô e via Internet, Edward Snowden apareceu na conferência TED. Foi saudado e chamado de herói por Tim Berners-Lee, o criador da WWW.

Em 18 de março de 2014, falando da Rússia através de um robô conectado via Internet, Edward Snowden apareceu na conferência TED. Foi saudado e chamado de herói por Tim Berners-Lee, criador da WWW, pelas revelações sobre a vigilância global pela NSA.

## Ameaças de morte
Desde as revelações de vigilância global da NSA, Snowden tem recebido ameaças de morte anônimas, feitas por agentes de várias organizações americanas incluindo o Pentágono e a NSA.
Em depoimento ao Parlamento Europeu em 7 de março de 2014, Snowden afirmou que os Estados Unidos teriam pedido sua execução.
A grande mídia dos EUA como o The New York Times, CNN e outros estabelecimentos têm permanecido em silêncio sobre o assunto de que funcionários do governo dos EUA têm afirmado que pretendem assassinar Edward Snowden.
A primeira vez que a situação foi levada a público foi através da Norddeutscher Rundfunk (NDR), um serviço público de rádio difusão e televisão, com sede em Hamburgo, na Alemanha e do site BuzzFeed.
Em entrevista ao vivo à NDR dada por Snowden em 26 de janeiro de 2014, as ameaças de morte a Snowden foram tratadas como notícia extremamente importante.
Em janeiro de 2014, o BuzzFeed publicou um artigo intitulado: "Espiões americanos querem Edward Snowden morto".
O artigo citou um oficial do Pentágono dizendo:
"Eu gostaria de colocar uma bala na cabeça dele."
Outro indivíduo identificado apenas como sendo um analista da NSA disse :
"Em um mundo onde eu não estaria impedido de matar um americano, eu iria matá-lo pessoalmente." 
Um oficial de alta patente do exército americano chegou a descrever o cenário que ele e seus colegas imaginam para matar Snowden. Disse o oficial ao BuzzFeed:
"Eu acho que se tivéssemos a oportunidade, acabaríamos com isso rapidamente. Apenas de maneira bem casual, quando ele (Snowden) vai andando nas ruas de Moscou, voltando de comprar seus mantimentos. No caminho de volta para seu apartamento, ele recebe um esbarrão aparentemente acidental por um transeunte. Ele nem pensa muito sobre isso no momento em que acontece mas pouco depois se sente um pouco tonto e pensa que é um parasita da água local. Daí, ele vai para casa muito inocentemente e a próxima coisa que você fica sabendo é que ele morreu no chuveiro.
Outro funcionário foi citado, afirmando que Snowden não merece qualquer julgamento e deve ser imediatamente enforcado.
Várias outras ameaças têm sido publicadas. Snowden afirmou em junho de 2013 que sabia que ir contra a agência de inteligência mais poderosa do mundo colocaria sua vida em perigo. Em dezembro de 2013, vendo que as revelações causaram uma resposta por parte de vários países, ele afirma que considera sua missão cumprida.
O advogado russo de Snowden, Anatoly Kucherena, afirma que as ameaças são sérias e que o governo americano precisa explicar o fato. Ele desafiou o governo dos EUA a nomear os funcionários que fizeram tais ameaças. Anatoly disse a imprensa:
"Acreditamos que o governo dos EUA precisa prestar atenção a tais declarações"..."As pessoas que fazem declarações extremistas fazem-no, escondidos em uma máscara sem revelar suas identidades.
"Mas temos publicações impressas específicas dessas entrevistas. Vamos pedir que as máscaras dessas pessoas sejam retiradas. Precisamos saber quem é este oficial NSA e de quem dá as ordens sobre maneiras de eliminar Edward Snowden.
Desde que recebeu asilo temporário na Rússia, em agosto de 2013, Snowden vem sendo protegido por Moscou, o que causou ultraje aos EUA a ponto de Barack Obama recusar um convite para um encontro de cúpula vindo de Vladimir Putin. Desde que a Rússia concedeu asilo a Snowden e deu-lhe proteção, o governo americano passou a tratar o país com hostilidade ainda mais evidente do que anteriormente, o que diminuiu com a chegada de Donald Trump à Casa Branca.

## Acesso do público aos documentos revelados
Cópias dos documentos originais já publicados pela impressa internacional, bem como informações sobre os programas e ligações para publicações pela imprensa internacional, vêm sendo disponibilizadas ao público desde 9 de agosto de 2013, no sítio eletrônico da "The Courage Foundation" (Fundação Coragem, em português), na seção "Revelações" (Revelations, no site). Anteriormente chamada "Fundo para Proteção e Defesa de Fontes Jornalísticas" (traduçāo em português), é uma entidade situada no Reino Unido que tem como objetivo ajudar na defesa e campanhas de apoio judiciário a fontes jornalísticas.
A "The Courage Foundation" publica também informações atualizadas sobre as ameaças que Edward Snowden enfrenta, como ele está sendo protegido e sobre campanhas para apoiá-lo.
Entre as publicações, estão incluídos os documentos revelados referentes as parcerias da NSA com empresas e entidades privadas bem como os referentes aos países  parceiros da NSA, uma vez que, através das revelações do Programa de Vigilância Global, iniciadas em junho de 2013 com base nos documentos revelados por Edward Snowden, mais informações vieram a público sobre as atividades conjuntas de vigilância global dos países signatários do Tratado de Segurança UK-USA referidos como "Cinco Olhos" (Five Eyes - em inglês): Estados Unidos, Canadá, Austrália, Nova Zelândia e Reino Unido, e de seus parceiros privados.
Originalmente em língua inglesa, os documentos são ricos em ilustrações esclarecedoras, uma vez que parte do material consta de inúmeros slides ilustrados de apresentações em PowerPoint.
Glenn Greenwald, uma das poucas pessoas a quem Edward Snowden entregou o documento revelando os programas de vigilância e espionagem global, vem publicando no The Intercept os documentos que servem de base para as publicações na imprensa das informações sobre cada programa de vigilância revelado, bem como a documentação dos acordos entre países participantes da vigilância global.
A Electronic Frontier Foundation também coleta os documentos já publicados e disponibiliza-os ao público. Alguns jornais de língua portuguesa tiveram acesso e publicaram parte dos documentos e slides com informações na língua portuguesa.